# Molukken-Kuskus
Der Molukken-Kuskus (Phalanger ornatus, Syn.: Cuscus ornatus) ist ein Beuteltier aus der Familie der Kletterbeutler (Phalangeridae), das auf einigen indonesischen Inseln vorkommt. Die Nominatform, Phalanger ornatus ornatus, lebt auf den größeren Molukkeninseln Halmahera, Bacan und Morotai sowie auf der östlichen Spitze der nördlichen Halbinsel von Sulawesi (Sulawesi Utara). Phalanger ornatus matabiru (engl. „Blue-eyed-Cuscus“) kommt auf den kleineren Molukkeninseln Ternate und Tidore vor.

## Merkmale
Der Molukken-Kuskus erreicht eine Kopf-Rumpf-Länge von 35,5 bis 42 cm, hat einen 28,5 bis 36 cm langen Greifschwanz und erreicht ein Gewicht von 1,1 bis 2,2 kg. Das Fell ist hellbraun, oft mit einer orangen oder gelblichen Tönung. Ausgewachsene Tiere zeigen zahlreiche, unregelmäßige, weiße Flecken und besitzen einen dunklen Streifen auf der Mitte des Rückens. Der Schädel des Molukken-Kuskus ist mit einer Condylobasallänge von 67 bis 85 mm eher klein. Zwischen den Schneidezähnen und dem Eckzahn findet sich ein auffälliges Diastema. Auf der Insel Ternate ist die Iris der Tiere blau.

## Lebensraum und Lebensweise
Der Molukken-Kuskus ist anpassungsfähig, kommt sowohl in primären als auch in sekundären Wäldern  sowie in Gärten vor. Er ist nachtaktiv und verbringt den Tag schlafend in Bäumen. Die Tiere ernähren sich vor allem von Früchten, unter anderen die des Muskatnussbaums, und Blättern. Die Weibchen gebären ein einzelnes Jungtier. Bei Stichproben im Januar fand man alle Jungtierstadien von Neugeborenen bis zu Halbwüchsigen mit einem Gewicht von 900 g. Eine ausgeprägte Fortpflanzungszeit besteht demzufolge nicht.

## Systematik
Der Molukken-Kuskus wurde im Jahr 1860 unter der Bezeichnung Cuscus ornatus erstmals wissenschaftlich beschrieben. Im Jahr 1995 veröffentlichten der australische Zoologe Tim Flannery und sein indonesischer Kollege Bapak Boeadi die Erstbeschreibung des Blue-eyed-Cuscus. Letzterer wird von einigen Autoren auch als eigenständige Art geführt. Der Vergleich verschiedener Typusexemplare beider Formen aus verschiedenen Museen zeigt jedoch, dass die Unterschiede zwischen Phalanger ornatus ornatus und Phalanger ornatus matabiru zu gering sind, um eine Stellung des letzteren als eigenständige Art zu rechtfertigen. Zusammen mit dem Obi-Kuskus (Phalanger rothschildi) und dem Gebe-Kuskus (Phalanger alexandrae) bildet der Molukken-Kuskus eine Superspezies, den Phalanger ornatus-Complex.

## Gefährdung
Die IUCN schätzt den Bestand des Molukken-Kuskus als ungefährdet (Least Concern) ein. Obwohl das Verbreitungsgebiet mit einer Fläche von weniger als 20.000 km² relativ klein ist, scheint die Population der Art stabil zu sein. Phalanger ornatus matabiru gilt dagegen als gefährdet (Vulnerable). Grund ist das noch kleinere Verbreitungsgebiet, die Bejagung durch den Menschen und der aktive Vulkanismus auf Ternate.

## Belege
1. 1 2 3 4 5  Kristofer Helgen & Stephen Jackson: Family Phalangeridae (Cuscuses, Brush-tailed Possums and Scaly-tailed Possum). In: Don E. Wilson, Russell A. Mittermeier: Handbook of the Mammals of the World – Volume 5. Monotremes and Marsupials. Lynx Editions, 2015, ISBN 978-84-96553-99-6, S. 489.
2. 1 2  Leary, T., Singadan, R., Menzies, J., Helgen, K., Wright, D., Allison, A. & Flannery, T. 2016. Phalanger ornatus. The IUCN Red List of Threatened Species 2016: e.T16854A21951066. doi: 10.2305/IUCN.UK.2016-2.RLTS.T16854A21951066.en. Abgerufen am 8. August 2022.
3. ↑  Phalanger matabiru in der Roten Liste gefährdeter Arten der IUCN 2008. Eingestellt von: Leary, T., Singadan, R., Menzies, J., Helgen, K., Wright, D., Allison, A., Flannery, T., Salas, L. & Dickman, C., 2008. Abgerufen am 21. November 2018.